# Zwei-Fragen-Test
Der Zwei-Fragen-Test wird laut S3-Leitlinie als Screening für unipolare Depression empfohlen. Da der Test nur aus zwei Fragen besteht, sei er ein sehr zeitökonomisches Verfahren, durch den Depressive und nicht Depressive mit einer recht guten Wahrscheinlichkeit erfasst werden. Die Leitlinie zitiert dazu eine Studie, laut der sich depressive und nicht depressive Personen durch nur zwei Fragen mit folgenden Wahrscheinlichkeiten unterscheiden lassen:
- Sensitivität: Der Test erkennt Depressive mit einer Wahrscheinlichkeit von 96 % richtig.[1]
- Spezifität: Bei nicht depressiven Personen würde auch zu 57 % erkannt, dass sie nicht depressiv sind.[1]

Die beiden Fragen, die dazu gestellt werden müssen, sind wörtlich:
- 1. „Fühlten Sie sich im letzten Monat häufig niedergeschlagen, traurig bedrückt oder hoffnungslos?“[1]
- 2. „Hatten Sie im letzten Monat deutlich weniger Lust und Freude an Dingen, die Sie sonst gerne tun?“[1]

Wenn beide Fragen mit „Ja“ beantwortet werden, sollten die formalen Diagnosekriterien erfasst werden, weil die Diagnose einer Depression nach ICD-10 nur durch die explizite Erhebung aller relevanten Haupt- und Nebensymptome gestellt werden darf. Betrachtet man die beiden Fragen, werden hier nur zwei Hauptkriterien erfasst.